# ترور پل شفر و جک ترنر
ترور سرهنگ پل شفر و جک ترنر بامداد روز چهارشنبه ۳۱ اردیبهشت ۱۳۵۴ در محله قیطریه تهران توسط عوامل سازمان مجاهدین خلق ایران انجام شد.

## ترور
ترور دو کلنل ارتش آمریکا در شمال شرقی قیطریه در کوچه «امیر» نزدیک خانه کلنل ترنر و کلنل شفر روی داد. ساعت ۶:۴۰ صبح روز چهارشنبه ۳۱ اردیبهشت ۱۳۵۴ هنگامی که کلنل ترنر و شفر به سمت دفتر خود در جنوب شرق تهران می‌رفتند. محسن بطحایی با یک پیکان سپید رنگ راه را بر فورد سیاه رنگ آن‌ها بست. همزمان یک ژیان سرخ رنگ که سیدمحسن سیدخاموشی آن را می راند، از پشت به خودروی آنان کوبید. آنگاه سیدمحسن سیدخاموشی و محمدطاهر رحیمی پیاده و به خودروی کلنل ترنر و شفر نزدیک شدند و به راننده ایرانی مستشاران دستور دادند که در کف اتومبیل بخوابد، سپس دو مستشار آمریکایی را از سوی چپ و راست خودرو به گلوله بستند. مهاجمان کیف‌های دستی دو سرهنگ را دزدیدند و سوار بر خودروی دیگری شدند و متواری شدند.
قبلا در عملیات ترور دیگری در ۲ ژوئن ۱۹۷۳، تیم ترور مجاهدین کلنل لوئیس هاوکینز مستشار آمریکایی را در عباس‌آباد موردهدف قرار داده بود.

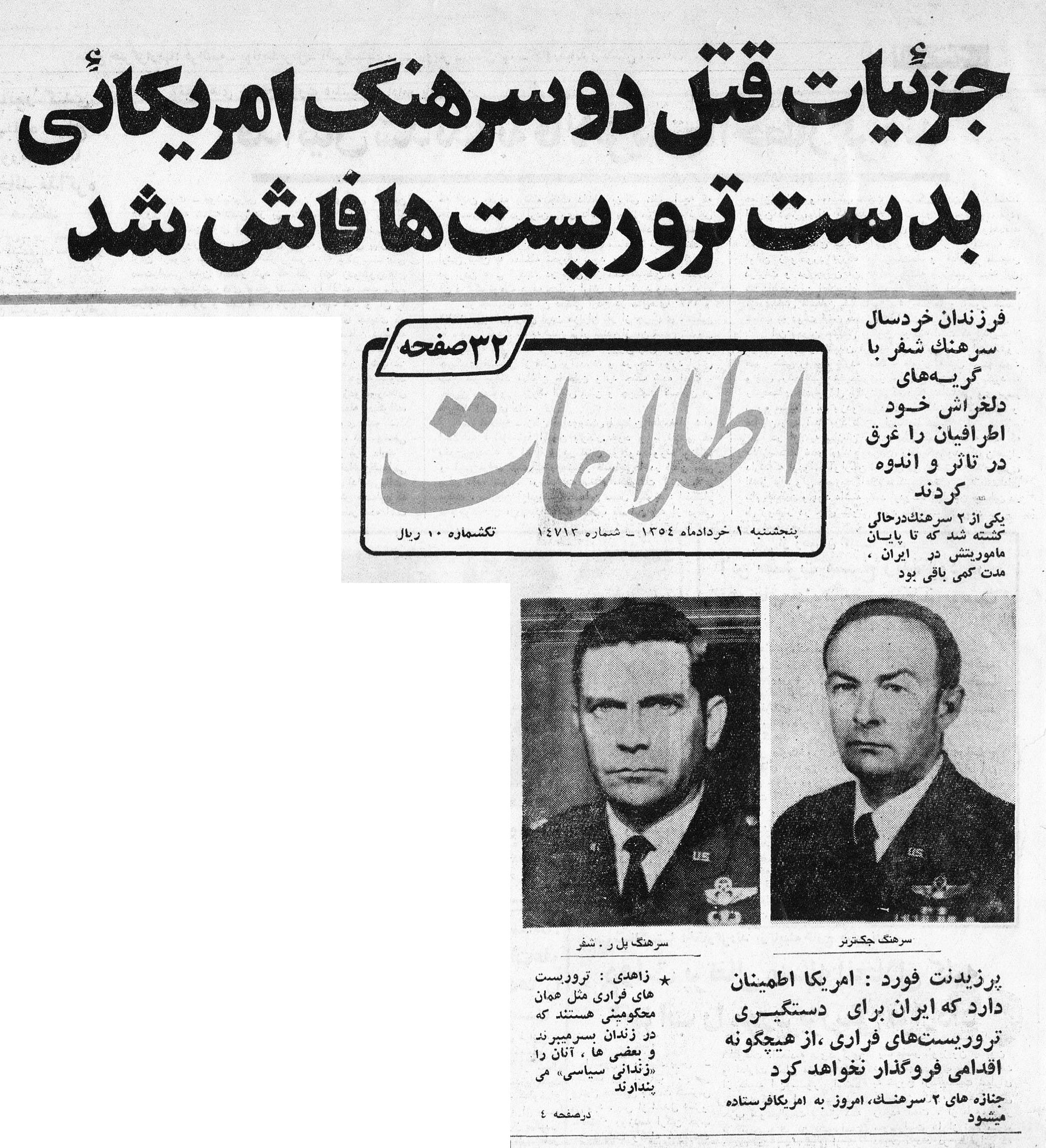
شرح خبر در صفحه اول روزنامه اطلاعات.

## وضع زندگی قربانیان
ایران بزرگترین خریدار سلاح از آمریکا بود و دو سرهنگ منصوب به مأموریت نظامی آمریکا در ایران بودند. سرهنگ شفر به عنوان خلبان نیروی هوایی در کره و ویتنام فعالیت کرده بود. دو فرزند و ترنر سه فرزند داشت. همسر ترنر از این اتفاق هنگام مسافرتش در آلمان غربی با خبر شد. وزارت خارجه آمریکا اعلام کرد جسد آن‌ها روز پنج شنبه به آمریکا فرستاده می‌شود.

## اظهار نظرها
در این روز شاه و فرح از سفر ونزوئلا و مکزیک و ایالات متحده آمریکا بازگشتند. هنگام ورود شاه، امیرعباس هویدا نخست‌وزیر ترور دو کلنل نیروی هوایی آمریکا را به آگاهی وی رساند. شاه از این ترور ابراز اندوه کرد و دستور دستگیری تروریست‌ها از سوی نیروهای انتظامی با پیگیری شبانه‌روزی را داد.
شاه مهاجمین را این گونه خطاب کرد گفت: «خائنین، تروریست‌ها، کسانی که از کشتن زن و بچه بیگناه هم رحم نمی‌کنند..»
رئیس‌جمهور آمریکا جرالد فورد اندوه ژرف خود را از ترور کلنل ترنر و کلنل شفر ابراز داشت.
وزارت امور خارجه آمریکا اعلام کرد: «ما اطمینان حاصل کردیم که مقامات ایران در حال تلاش برای دستگیری قاتلان هستند.»
سازمان مجاهدین خلق در اطلاعیه‌ای اعلام کرد: «همزمان با بازگشت شاه جنایتکار از مسافرت توطئه‌آمیزش به آمریکا، حکم اعدام انقلابی دو تن از مستشاران تجاوزکار آمریکایی در ایران، «سرهنگ شفر» و «سرهنگ ترنر»، توسط یک واحد از رزمندگان سازمان اجرا گردید.»
به نوشته نشریه «پیام مجاهد» در اردیبهشت ماه ۱۳۵۴: «اندکی پس از اجرای موفق این عملیات، زن ناشناسی به عنوان «سخنگوی سازمان مجاهدین خلق ایران» به دفتر خبرگزاری «آسوشیتدپرس» در تهران، تلفن و اعلام کرد که اعدام دو نفر مستشار مزبور، جوابی است به قتل ۹ نفر از زندانیان سیاسی توسط نیروهای پلیس در ماه قبل.»

## اعدام مهاجمان
مهاجمان از سوی ساواک دستگیر و در سوم بهمن ۱۳۵۴ تیرباران شدند.

## کیف دستی
عوامل ترور کیف دستی‌های دو مستشار مزبور را که حاوی اسناد و مدارک بسیار باارزشی بوده از ماشین خارج کرده و تحویل مسولان خود می‌دهند و آنها نیز این اسناد و مدارک را تحویل دولت شوروی برای جلب حمایت و پشتیبانی آن دولت، می‌دهند.
در بولتن ویژه ساواک با نام «درباره اعترافات وحید افراخته در زمینه تبادل اطلاعات با سفارتخانه‌های شوروی در خارج از کشور»  که همان زمان به اطلاع شاه و نصیری رئیس ساواک رسید. وحید افراخته فرمانده تیم سیاسی ـ نظامی گروه مجاهدین خلق در اعترافات خود در مورد این موضوع توضیح می‌دهد:
کیف دستی‌های آن‌ها را برداشته و به جای آن کیف دیگری که محتوای مواد منفجره بود در اتومبیل گذاشته‌است تا پس از رسیدن مأموران در محل حادثه و بازکردن آن، کیف مذکور منفجر و تلفات دیگری به مأموران وارد آید.
پس از بررسی و ترجمه اوراق و نوشته‌های داخل کیف‌های دو سرهنگ (این مدارک به وسیله حسن حسنان ترجمه شده‌است) اعضای گروه متوجه شدند که اطلاعات ذی‌قیمتی در مورد تأسیسات مستشاری «آرمیش مگ» در ایران، نحوه خرید هواپیماهای فانتوم از آمریکا، نحوه پرداخت پول و سررسید آن‌ها، پایگاه‌هایی که هواپیماهای فانتوم در آن مستقر می‌باشند، تعداد هواپیماهای تحویلی به ایران در هر نوبت، توضیحاتی راجع به پایگاه‌های نظامی مستشاران در ایران، مطالبی دربارهٔ مشخصات باند فرودگاه‌ها و قابلیت استفاده از آن‌ها، اطلاعاتی در مورد خطوط ارتباطی تله کمونیکاسیون و محل پایگاه‌های جاسوسی، تعدادی نقشه با علایم رمز روی آن مشخص شده، مشخصات تعدادی از مقامات ایرانی که با امریکایی‌ها در تماس هستند، گزارش‌هایی در مورد مسافرت معاون «شلزینگر» به تهران و شهرستان‌ها، قبوض خرید اسلحه از آمریکا، کروکی منزل یکی از مستشاران نظامی آمریکا در تهران و تعدادی عکس‌های خانوادگی و مدارک شخصی در کیف‌های مورد بحث وجود دارد.
مدارک شخصی دو سرهنگ به وسیله دو نفر از اعضای گروه با اضافه نمودن چند جزوه و نشریه گروه مجاهدین به پشت بام ساختمان خبرگزاری فرانسه در تهران انداخته شد و مراتب نیز تلفنی به کارمندان خبرگزاری مذکور اعلام گردید تا آن‌ها را به خانواده افسران نامبرده تحویل نمایند. مدارک مکشوفه در پشت‌بام خبرگزاری فرانسه در تهران به وسیله مأموران ساواک جمع‌آوری و با کسب اجازه به مقامات آمریکایی تحویل شد.
پس از آنکه این بولتن به دست رئیس ساواک رسید، نعمت‌الله نصیری در حاشیه صفحه دوم آن نوشت: «پیش از این اوامر مبارک شاهانه شرف صدور یافت که برای ارتش فرستاده شود و از مستشاری سؤال شود که چرا این مدارک به این ترتیب از بایگانی خارج می‌شود که مورد دستبرد قرار گرفته و در نتیجه در اختیار دولت شوروی قرار گیرد.»

## یادبود
در سال ۲۰۰۵ بنای یادبود به افتخار سرهنگ شفر توسط بنیاد جنگ در ترور ساخته شد.

## درخواست غرامت
چهل و یک سال پس از ترور در سال ۲۰۱۷، پسر بزرگ کلنل جک ترنر، دنیل ترنر که ۵۸ سال داشت در مصاحبه‌ای با روزنامه «دنور پُست» گفت:اکنون پس از چهار دهه، خانواده ترنر از رژیم اسلامی ایران به دادگاه شکایت برده‌است و درخواست ۳۵ میلیون دلار خسارت ترور پدرش را کرده‌است. دنیل ترنر افزود که به ۵۲ گروگان سفارت آمریکا در تهران و قربانیان ترور برج‌های دوقلو در روز یازدهم سپتامبر ۲۰۰۱ میلیون‌ها دلار خسارت پرداخت شده‌است، ولی نامی از آمریکاییانی که نخستین قربانیان ترور در خاورمیانه بودند و به دست مجاهدین خلق و دیگر تروریست‌ها در ایران ترور شده‌اند برده نشده‌است.